# Hay que deshacer la casa (película)
Hay que deshacer la casa es una película española de 1986 dirigida por José Luis García Sánchez y protagonizada por Amparo Rivelles y Amparo Soler Leal, a partir de la obra teatral homónima de Sebastián Junyent. 

## Argumento
Después de muchos años de ausencia, Ana, que vive en París, regresa a Guadalajara y se reencuentra con Laura para repartir la herencia de sus padres. Los tiempos y los ambientes pasados se van haciendo presentes en las dos hermanas.

## Reparto
| Actor                   | Personaje          | Notas                                   |
| ----------------------- | ------------------ | --------------------------------------- |
| Amparo Rivelles         | Laura              |                                         |
| Amparo Soler Leal       | Ana                |                                         |
| Joaquín Kremel          | Frutos             | Acreditado como Joaquin Kremel          |
| Josep Maria Pou         | Ramón              | Acreditado como Jose Mª Pou             |
| Luis Merlo              | Marcelo            |                                         |
| Guillermo Montesinos    | Limpiabotas        |                                         |
| Paco Valladares         | Político           | Acreditado como Francisco Valladares    |
| Luis Ciges              | Cacharrero         |                                         |
| Antonio Gamero          | Político           |                                         |
| Félix Rotaeta           | Crespo             | Acreditado como Felix Rotaeta           |
| Carlos Tristancho       | Pacho              |                                         |
| Agustín González        | Huete              | Acreditado como Agustín Gonzalez        |
| José Luis López Vázquez | Pepe Luis          | Acreditado como Jose Luis Lopez Vazquez |
| Manuel Huete            | Cura               |                                         |
| Blanca Patiño           |                    |                                         |
| Concha Goyanes          |                    |                                         |
| Alejandra Grepi         | Toñi               |                                         |
| Miguel Romero           |                    |                                         |
| Gabriel Latorre         | Técnico telefónico | No acreditado                           |

## 1ª edición de los Premios Goya
| Categoría                 | Persona         | Resultado |
| ------------------------- | --------------- | --------- |
| Mejor actriz protagonista | Amparo Rivelles | Ganadora  |

- Datos: Q5892955